# Korzenna (gmina)
Korzenna est une gmina rurale du powiat de Nowy Sącz, Petite-Pologne, dans le sud de la Pologne. Son siège est le village de Korzenna, qui se situe environ à treize kilomètres au nord-est de Nowy Sącz et à soixante-dix-huit au sud-est de la capitale régionale Cracovie.
La gmina couvre une superficie de 106,78 km2 pour une population de 13 377 habitants.

## Géographie
La gmina inclut les villages de Bukowiec, Janczowa, Jasienna, Koniuszowa, Korzenna, Łęka, Lipnica Wielka, Łyczana, Miłkowa, Mogilno, Niecew, Posadowa Mogilska, Siedlce, Słowikowa, Trzycierz et Wojnarowa.
La gmina borde les gminy de Bobowa, Chełmiec, Ciężkowice, Gródek nad Dunajcem, Grybów et Zakliczyn.